# Euxootera dinshoensis
Euxootera dinshoensis är en fjärilsart som beskrevs av François Louis Nompar de Caumont de Laporte 1977. Euxootera dinshoensis ingår i släktet Euxootera och familjen nattflyn. Inga underarter finns listade i Catalogue of Life.